# Бьеланович, Саша
Саша Бьеланович (хорв. Saša Bjelanović; род. 11 июня 1979, Задар) — хорватский футболист, игравший на позиции нападающего. По завершении игровой карьеры — спортивный функционер.

## Биография
Родился 11 июня 1979 года в городе Задар. Воспитанник футбольной школы клуба «Задар». Взрослую футбольную карьеру начал в 1996 году в основной команде того же клуба, в которой провел три сезона, приняв участие в 76 матчах чемпионата, в которых забил 18 голов. Этим Бьеланович заинтересовал главного гранда страны клуб «Динамо» (Загреб), куда и перешел летом 1999 года, но закрепиться не сумел, проведя лишь 1 матч в чемпионате, поэтому сезон доигрывал в менее титулованной «Пуле», после которой два сезона играл за «Вартекс», забив 12 и 15 голов соответственно дважды подряд становился лучшим бомбардиром команды и входил в списке лучших голеадоров чемпионата (7 и 2 место).
31 мая 2002 года Бьеланович стал игроком «Комо». Дебютировал в Серии А 14 сентября 2002 года в матче против «Эмполи» (0-2), а 8 декабря забил первый гол в Серии А, установив окончательный счет в игре против «Модены» (1:1). В целом до конца года провел за клуб 15 игр и забил 2 гола, а в январе перешел на правах аренды в другой клуб Серии А «Кьево», где и доиграл сезон, забив 4 гола.
16 июля 2003 года Бьеланович был отдан в краткосрочную аренду в «Перуджу», которой должен был помочь выиграть летний турнир Кубок Интертото 2003. После того как ему это удалось и команда квалифицировалась в Кубок УЕФА, 30 августа Бьеланович был продан в клуб Серии Б «Дженоа». Сыграл за генуэзский клуб следующий сезон своей игровой карьеры. Большинство времени, проведенного в составе «Дженоа», был основным игроком атакующей звена команды и за 41 матч, забил 12 голов в чемпионате, но команда стала лишь 16-й.
В течение сезона 2004/05 годов на правах аренды защищал цвета «Лечче», проведя в Серии 22 игры и забил 5 голов, после этого летом 2005 года заключил контракт с «Асколи», в составе которого провел следующие два года своей карьеры игрока. Играя в составе «Асколи» также в основном выходил на поле в основном составе команды.
21 июня 2007 года, после того как «Асколи» вылетел из Серии А, Саша вместе с партнером по команде Паоло Дзанетти стал игроком «Торино», где провел следующий сезон, а с 2008 года два сезона защищал цвета клуба Серии Б «Виченца». Тренерским штабом нового клуба также рассматривался как игрок «основы».
23 июня 2010 года за 250 000 евро перешел в румынский ЧФР, возглавляемый итальянцем Андреа Мандорлини. Уже 18 июля он выиграл с новой командой Суперкубок Румынии, обыграв «Унирю» в серии пенальти, а хорват весь матч провел на поле весь матч. Впрочем, уже вскоре Мандорлини покинул клуб, а уже зимой и Бьеланович вернулся в Италию, доиграв сезон в «Аталанта», после чего снова воссоединился с Мандорлини, на этот раз в «Вероне». После того проиграл с командой плей-офф и не сумел выйти в Серии А, 3 сентября 2012 года, в последний день трансферного окна в Румынии, он вернулся в «ЧФР Клуж», где провел еще один год.
19 августа 2013 года на правах свободного агента Бьеланович подписал однолетний контракт с «Варезе» и за сезон 2013/14 забил 4 гола в 22 матчах Серии Б, спасая команду от понижения в классе, после победы в плей-аут.
Завершал профессиональную игровую карьеру в клубах третьего итальянского дивизиона «Мессина» и «Порденоне», за которые выступал в течение сезона 2014/15.

### Выступления за сборную
15 апреля 1997 года дебютировал в составе юношеской сборной Хорватии (U-18) в товарищеской игре. В составе юношеской сборной Хорватии до 20 лет поехал на молодежный чемпионат мира 1999 года в Нигерии, который был дебютным для хорватской «молодежки». Саша на том турнире сыграл один матч против Казахстана (5:1), в котором забил гол, а сборная дошла до 1/8 финала.
В 2001 году привлекался в состав молодежной сборной Хорватии, с которой участвовал в неудачном отборе на молодежное Евро-2002, в том числе сыграв в обоих матчах проигранного плей-офф против Чехии (1:1, 0:0).
9 февраля 2005 года провел свой единственный матч в составе национальной сборной Хорватии, выйдя на замену вместо Эдуардо да Силвы в товарищеской игре против Израиля (3:3). Через месяц он был вызван на матчи отбора на чемпионат мира 2006 года против Исландии и Мальты, но на поле в составе «клетчатых» больше так и не выходил.

### Карьера функционера
В августе 2015 года Бьеланович возглавил скаутский отдел «Хайдука».
В ноябре 2015 года он получил диплом спортивного директора в Федеральном техническом центре Коверчано.
7 сентября 2017 года Бьеланович успешно сдал экзамен курса тренерской категории UEFA, которая позволяет тренировать молодежные команды и команды до Леги Про (третий дивизион), а также позволяет быть вторым тренером в клубах Серии А и Б.
25 мая 2018 года он становится новым спортивным директором «Хайдука».